# Schrader Glacier
Schrader Glacier är en glaciär i Sydgeorgien och Sydsandwichöarna (Storbritannien). Den ligger i den nordvästra delen av Sydgeorgien och Sydsandwichöarna. Schrader Glacier ligger 4 meter över havet.
Terrängen runt Schrader Glacier är huvudsakligen kuperad, men söderut är den bergig. Havet är nära Schrader Glacier åt nordväst.  Trakten runt Schrader Glacier är nära nog obefolkad, med mindre än två invånare per kvadratkilometer. Det finns inga samhällen i närheten. Trakten runt Schrader Glacier består i huvudsak av gräsmarker.